# المجلس الاستشاري لعلماء وخبراء مصر
المجلس الاستشاري لعلماء وخبراء مصر هو مجلس استشاري مشكل من كبار علماء مصر وخبرائها في الداخل والخارج ويتبع رئيس جمهورية مصر العربية.

## تشكيل المجلس
- في مجال التعليم العالي والبحث العلمي: د. نبيل فؤاد، د. فيكتور رزق الله، د. نبيل فؤاد فانوس.
- في مجال المشروعات الكبرى: مهندس هاني عازر.
- في مجال الطاقة: المهندس هاني النقراشي، المهندس إبراهيم روفائيل سمك.
- في مجال الزراعة: د. هاني عبد الله الكاتب.
- في مجال الجيولوجيا: د. فاروق الباز، د. محمد البهي عيسوي.
- في مجال تكنولوجيا المعلومات: د. علي محمد الفرماوي.
- في مجال الاقتصاد: د. محمد علي العريان.
- في مجال الطب والصحة العامة: د. محمد غنيم، د. مجدي يعقوب.
- في مجال الصحة النفسية والتوافق المجتمعي: د. أحمد عكاشة
- في مجال التعليم ما قبل الجامعي: د. ميرفت أبو بكر

يجوز للمجلس بناء علي اقتراح من أحد أعضائه أن يضم إلي عضويته من يشاء من العلماء أي الخبراء المصريين في الداخل أو الخارج ذوي الإنجازات العلمية المتميزة علي المستوي المحلي أو الدولي وذلك بعد موافقة ثلثي أعضاء المجلس وموافقة رئيس الجمهورية. ولرئيس الجمهورية أن يضم إلي عضوية المجلس من يري أحقيه في ذلك لجدارته وكفاءته.

## أسلوب العمل
أداء العمل بالمجلس تطوعية وينتخب أعضاء المجلس من بينهم في أول اجتماع للمجلس منسق عام تكون مهمته رئاسة الجلسات وتنسيق الأعمال وتوثيق التكليفات الصادرة إلي المجلس والتوصيات والمقترحات الصادرة عنه علي أن يكون الانتخاب بالأغلبية المطلقة لأعضاء المجلس الحاضرين.
يجتمع المجلس بناء علي دعوة من المنسق العام مرة على الأقل كل شهرين، ويجوز لرئيس الجمهورية دعوته للانعقاد في غير مواعيد انعقاده في حالات الطوارئ والأزمات أو لمناقشة موضوع يري ضرورة عرضه علي المجلس وفي أي من هذه الحالات يجتمع المجلس على وجه الاستعجال من وقت دعوته للانعقاد.
يجوز تشكيل لجنة أو أكثر من أعضاء المجلس لدراسة موضوع أو موضوعات معينة ولكل عضو من أعضاء المجلس من غير أعضاء اللجنة أن يحضر اجتماعات اللجنة دون أن يكون له صوت معدود في مداولاتها. يضع المجلس لائحة بإجراءات ونظام عمله وإجراءات ونظام عمل اللجان التي يشكلها وكيفية التصويت على قراراته وقرارات اللجان والأغلبية اللازمة لإقرار التوصيات الصادرة عنه.
يكون لرئيس الجمهورية في حالة حضوره رئاسة اجتماعات المجلس. يتخذ المجلس من رئاسة الجمهورية مقرا لانعقاد جلساته وجلسات لجانه ويجوز الاستعانة بأي من العاملين برئاسة الجمهورية أو غيرها من الجهات لتولي جميع الأعمال الإدارية المتعلقة بالمجلس ولجانه. ويجوز للمجلس دعوة أي من الوزراء أو المحافظين أو رؤساء المصالح أو الهيئات أو من ينيبونهم لحضور مناقشة موضوع معين للاستفسار عن أمر يدخل في اختصاص الجهة الحاضر عنها. ويعرض المنسق العام على رئيس الجمهورية تقريرا كل ستة أشهر بنتائج أعمال المجلس متضمنا التوصيات والمقترحات الصادرة عنه.

## الاختصاصات
- تقديم المشورة العلمية والفنية لرئيس الجمهورية في كل المجالات
- دراسة ما يقدم إليه من اقتراحات أو أفكار جادة وتحديد مدي ملاءمتها للتنفيذ من وجهة النظر العلمية
- تقديم المقترحات اللازمة للارتقاء بمنظومة التعليم والبحث العلمي وعرضها علي رئيس الجمهورية
- اقتراح مخططات المشروعات القومية الكبرى، والسياسات المستقبلية لجميع قطاعات الدولة علي أسس علمية وعرضها علي رئيس الجمهورية
- إعداد تقييم علمي دوري عن مراحل تنفيذ المشروعات القومية الكبرى ومعدلات إنجازها وعرضه علي رئيس الجمهورية
- اطلاع رئيس الجمهورية علي أحدث ما وصلت إليه العلوم الحديثة علي مستوي العالم في مجالات البحث العلمي والتطوير التكنولوجي وبحث إمكانيه الاستفادة منها علي مستوي مؤسسات الدولة
- تنفيذ ما يصدر اليه من تكليفات من رئيس الجمهورية